# Highly Advanced Laboratory for Communications and Astronomy
HALCA (jap. はるか, Haruka, dt. „weit entfernt“; früher MUSES-B) ist die Abkürzung für Highly Advanced Laboratory for Communications and Astronomy und ist ein japanischer Satellit des Institute of Space and Astronautical Science für VLBI-Beobachtungen. Der Satellit wurde am 12. Februar 1997 mit einer M-V-Rakete vom Kagoshima Space Center in ein elliptisches Erdorbit gestartet. Die Inklination des Orbits beträgt 31,3°, die Höhe des Perigäums 560 km und die des Apogäums 21400 km.
HALCA hat ein Radioteleskop mit einem effektiven Durchmesser von 8 m. Es hat keine starre Struktur, weil diese zu groß wäre, um mit der Trägerrakete gestartet zu werden. Stattdessen wird ein Netz aus goldbeschichtetem Molybdändraht verwendet, das von 6 Masten getragen wird, die erst nach dem Start ausgeklappt wurden.
Die Mission endete im November 2005. Als Nachfolger war das Teleskop ASTRO-G geplant. Das Projekt wurde aber 2011 eingestellt, da die nötige Genauigkeit der Antenne nicht in einem realistischen Zeit- und Kostenrahmen erreichbar war.